# Kanton Vouillé
Der Kanton Vouillé war bis 2015 ein französischer Wahlkreis im Arrondissement Poitiers, im Département Vienne und in der Region Poitou-Charentes; sein Hauptort war Vouillé. Vertreter im Generalrat des Départements war zuletzt von 1985 bis 2015 Claude Bertaud (UMP).
Der Kanton Vouillé war 343,47 km² groß und hatte 13.496 Einwohner (Stand: 1999), was einer Bevölkerungsdichte von rund 39 Einwohnern pro km² entsprach. Er lag im Mittel 120 Meter über Normalnull, zwischen 82 Metern in Quinçay und 187 Metern in Benassay.

## Gemeinden
Der Kanton bestand aus 14 Gemeinden:
| Gemeinde              | Einwohner Jahr | Fläche km² | Bevölkerungsdichte | Code INSEE | Postleitzahl |
| --------------------- | -------------- | ---------- | ------------------ | ---------- | ------------ |
| Ayron                 | 1.165 (2013)   | 28,3       | 41 Einw./km²       | 86017      | 86190        |
| Benassay              | 873 (2013)     | 42,41      | 21 Einw./km²       | 86021      | 86470        |
| Béruges               | 1.332 (2013)   | 32,63      | 41 Einw./km²       | 86024      | 86190        |
| Chalandray            | 795 (2013)     | 24,97      | 32 Einw./km²       | 86050      | 86190        |
| La Chapelle-Montreuil | 688 (2013)     | 24,53      | 28 Einw./km²       | 86056      | 86470        |
| Chiré-en-Montreuil    | 900 (2013)     | 21,41      | 42 Einw./km²       | 86074      | 86190        |
| Frozes                | 541 (2013)     | 8,72       | 62 Einw./km²       | 86102      | 86190        |
| Latillé               | 1.519 (2013)   | 25,71      | 59 Einw./km²       | 86121      | 86190        |
| Lavausseau            | 809 (2013)     | 24,71      | 33 Einw./km²       | 86123      | 86470        |
| Maillé                | 638 (2013)     | 12,32      | 52 Einw./km²       | 86142      | 86190        |
| Montreuil-Bonnin      | 732 (2013)     | 25,76      | 28 Einw./km²       | 86166      | 86470        |
| Quinçay               | 2.218 (2013)   | 29,66      | 75 Einw./km²       | 86204      | 86190        |
| Le Rochereau          | 774 (2013)     | 8,93       | 87 Einw./km²       | 86208      | 86170        |
| Vouillé               | 3.669 (2013)   | 33,95      | 108 Einw./km²      | 86294      | 86190        |